# NGC 7801
NGC 7801 — рассеянное звёздное скопление, которое находится в созвездии Кассиопея на расстоянии около 4158 световых лет от Земли. Оно было открыто английским астрономом Джоном Гершелем 8 сентября 1829 года. Этот объект входит в число перечисленных в оригинальной редакции «Нового общего каталога».

## Характеристики
NGC 7801 можно наблюдать в южной части созвездия Кассиопея, недалеко от звезды HD 224490. Средний возраст скопления оценивается приблизительно в 1,7 миллиарда лет. Скопление находится в плоскости Галактики, на расстоянии около 9110 парсек от галактического центра. В NGC 7801 насчитывается 64 звезды. Радиус его ядра составляет 0,61 парсек.